# 13번째 편지
《13번째 편지》(The 13th Letter)는 미국에서 제작된 오토 프레밍거 감독의 1951년 미스터리 영화이다. 린다 다넬 등이 주연으로 출연하였다.

## 출연

### 주연
- 린다 다넬
- 샤를르 보와이에
- 마이클 레니